# Comisión de Cooperación Ambiental
La Comisión para la Cooperación Ambiental (CCA; en inglés: Commission for Environmental Cooperation [CEC]; en francés: Commission de coopération environnementale [CCE]) es una organización intergubernamental establecida en 1994 por los gobiernos de Canadá, Estados Unidos y México para instrumentar el Acuerdo de Cooperación Ambiental de América del Norte (ACAAN), convenio en materia de medio ambiente paralelo del Tratado de Libre Comercio de América del Norte (TLCAN). La misión de la CCA consiste en facilitar la cooperación y la participación ciudadana con miras a contribuir a la conservación, protección y mejoramiento del medio ambiente en los tres países. En el contexto de los crecientes vínculos económicos, comerciales y sociales entre Canadá, Estados Unidos y México, la CCA trabaja para beneficio de las generaciones presentes y futuras.

## Orígenes y estructura
La Comisión para la Cooperación Ambiental (CCA) fue creada en 1994 por los gobiernos de Canadá, Estados Unidos y México en virtud del ACAAN, convenio que entró en vigor de forma paralela al Tratado de Libre Comercio de América del Norte (TLCAN) y complementa las disposiciones ambientales de éste. El ACAAN representa el compromiso de los tres países signatarios en favor de que la liberalización del comercio y el crecimiento económico en América del Norte se acompañen de la cooperación eficaz a escala regional y el mejoramiento continuo del desempeño ambiental en cada país. En cierta medida, el ACAAN fue impulsado por el deseo de Estados Unidos por mitigar la inquietud pública con respecto al impacto de la liberalización del comercio en la protección ambiental de los tres países, en particular en México.
La CCA es la primera organización ambiental internacional creada al mismo tiempo que un tratado de comercio, y es la única organización con el mandato de monitorear el impacto del comercio en el medio ambiente de América del Norte e informar al respecto.
[null Los órganos que constituyen la CCA son el Consejo, el Secretariado y el Comité Consultivo Público Conjunto.]

### Consejo de la CCA
El Consejo, órgano rector de la Comisión, está integrado por las autoridades de medio ambiente de más alto rango de los tres países: la ministra de Medio Ambiente y Cambio Climático de Canadá (Environment and Climate Change Canada, ECCC), el administrador de la Agencia de Protección Ambiental (Environmental Protection Agency, EPA) de Estados Unidos y el titular de la Secretaría de Medio Ambiente y Recursos Naturales (Semarnat) de México.
El Consejo se reúne por lo menos una vez al año —en un evento que incluye una sesión abierta a la participación ciudadana—, con objeto de fijar el rumbo general de la CCA, su presupuesto y actividades. El Consejo puede asignar responsabilidades a comités, grupos de trabajo o grupos de expertos, según lo requiera el cumplimiento de su mandato.
| Miembros del Consejo de la CCA |                         |                                                                 |
| País                           | Representante           | Título/Cargo                                                    |
| Bandera de Canadá              | Catherine McKenna       | Ministra de Medio Ambiente y Cambio Climático                   |
| Bandera de Estados Unidos      | Scott Pruitt            | Administrador de la Agencia de Protección Ambiental             |
| Bandera de México              | Rafael Pacchiano Alamán | Titular de la Secretaría de Medio Ambiente y Recursos Naturales |

### Secretariado
El Secretariado de la CCA, con sede en Montreal, Canadá, se encarga de implementar diversos proyectos conforme al plan operativo autorizado por el Consejo y procesar peticiones ciudadanas relacionadas con la aplicación de la legislación ambiental.

### Comité Consultivo Público Conjunto
El Comité Consultivo Público Conjunto (CCPC), integrado por quince ciudadanos (cinco de cada país), hace recomendaciones al Consejo sobre cualquier asunto en la esfera del Acuerdo de Cooperación Ambiental de América del Norte y constituye una fuente de información para el Secretariado de la CCA.
Como grupo de ciudadanos voluntarios, el CCPC se considera un microcosmos de la ciudadanía: personas independientes que aportan la diversidad y el valor de sus perspectivas culturales y experiencia institucional.
Además, en 2015, la CCA estableció un grupo de expertos en conocimiento ecológico tradicional (CET; en inglés, traditional ecological knowledge, TEK), con el mandato de identificar oportunidades para aplicar este tipo de conocimiento en las operaciones y recomendaciones de política de la Comisión. Mecanismo innovador, el Grupo de Expertos CET de la CCA representa la primera iniciativa que reúne representantes del conocimiento ecológico tradicional de varios países para integrarlos a una organización trilateral, como es la CCA.
| Miembros del CCPC |                           |                               |
| Bandera de Canadá | Bandera de Estados Unidos | Bandera de México             |
| Meredith Adler    | Eric Dannenmaier          | Gustavo Alanís-Ortega         |
| Pauline Browes    | Jerilyn López Mendoza     | Gustavo Carvajal Isunza       |
| Justin Ferbey     | Felicia Marcus            | Adriana Nelly Correa Sandoval |
| Dean Jacobs       | Octaviana V. Trujillo     | Bárbara Hernández Ramírez     |
| Sabaa Khan        | Robert W. Varney          | David Martínez Biro           |

### Programa de trabajo conjunto
La agenda de cooperación de la CCA se define a partir del Plan Estratégico de la organización. En el actual Plan Estratégico de la CCA 2015-2020 se identifican tres áreas de acción prioritarias para la Comisión: mitigación del cambio climático y estrategias de adaptación; crecimiento verde, y comunidades y ecosistemas sustentables.
Los planes operativos bienales describen el modo en que los objetivos del Plan Estratégico de la CCA se implementarán mediante proyectos e iniciativas clave. También especifican el presupuesto para la Comisión. Los planes operativos se actualizan cada dos años.

### Plan operativo
Algunas de las iniciativas previstas en el Plan Operativo 2017-2018 incluyen:
- Hacer de la norma ISO 50001 y el programa Desempeño Energético Superior (Superior Energy Performance program, SEP) mecanismos clave para reducir las emisiones de gases de efecto invernadero y mejorar la eficiencia energética en los sectores industrial y comercial de América del Norte.
- Reducir la contaminación que produce la basura marina, promoviendo una coordinación trilateral e intergubernamental encaminada a prevenir y reducir de forma efectiva la entrada de desechos de origen terrestre en el entorno marino.
- Medir con toda eficacia la cantidad de alimentos perdidos y desperdiciados en la cadena alimenticia de América del Norte, y calcular su impacto ambiental y socioeconómico, así como informar al respecto y facilitar herramientas para prevenir y reducir la pérdida de comida y mitigar sus efectos en la seguridad alimentaria, la economía y el medio ambiente en la región.
- Promover la investigación científica y la adopción de medidas en favor de la conservación de la mariposa monarca y otras especies polinizadoras mediante el fortalecimiento de la cooperación trinacional y el conocimiento compartido.

En el marco de sus anteriores planes operativos, la CCA ha trabajado en iniciativas orientadas al logro de objetivos entre los que destacan:
- Fungir como catalizador de la cooperación internacional para la conservación de los ecosistemas y las especies migratorias de América del Norte que trascienden las fronteras políticas: desde los pastizales hasta los paisajes marinos, desde las aves hasta las mariposas monarca.
- Patrocinar medidas de cooperación trinacional para reducir los riesgos que suponen las sustancias tóxicas tanto para la salud humana como para el medio ambiente, incluidas medidas encaminadas a reducir la presencia en el medio ambiente de productos químicos peligrosos como los bifenilos policlorados (BPC), el mercurio, el plomo, el diclorodifeniltricloroetano (DDT) y las dioxinas; reducir las emisiones contaminantes en los cruces fronterizos, y monitorear los embarques transfronterizos de contaminantes orgánicos persistentes.
- Aumentar las exigencias en materia de aplicación de la legislación ambiental sobre vida silvestre, con apoyo a los tres países en sus esfuerzos para hacer cumplir las leyes, reglamentos y acuerdos nacionales e internacionales que regulan el traslado —transfronterizo y al interior de sus territorios— de especies protegidas o en peligro de extinción.
- Prevenir la creación de “refugios de la contaminación” mediante el apoyo a los tres países en la aplicación de las leyes y acuerdos que, en los ámbitos nacional e internacional, regulan el movimiento transfronterizo de desechos peligrosos.

### Alianza de América del Norte para la Acción Comunitaria Ambiental
En 2010, la CCA estableció la Alianza de América del Norte para la Acción Comunitaria Ambiental (NAPECA, por sus siglas en inglés), programa de subvenciones que tiene por objetivo apoyar a las comunidades en sus esfuerzos por atender de manera local la problemática medioambiental. La iniciativa NAPECA se propone apoyar un conjunto flexible y diverso de proyectos que mejorarán el acceso de organizaciones más pequeñas y con trabajo práctico a recursos provistos por las Partes —vía la CCA—, propiciando al mismo tiempo la formación de alianzas en torno a iniciativas comunitarias y urbanas sustentables.

## Herramientas y recursos

### Biblioteca virtual
La biblioteca de publicaciones en línea de la CCA brinda al público una manera sencilla de acceder al gran volumen de textos que la organización ha publicado en materia de políticas ambientales e investigación sobre medio ambiente en América del Norte.

### Registro de Emisiones y Transferencias de Contaminantes (RETC)
El proyecto Registro de Emisiones y Transferencias de Contaminantes (RETC) de América del Norte se ocupa de compilar y divulgar información acerca de las fuentes, las cantidades y el manejo de sustancias tóxicas emitidas o transferidas por aproximadamente 35,000 instalaciones industriales en Canadá, Estados Unidos y México, a partir de los datos que cada país declara en su propio sistema de registro. Los principales productos de este proyecto son el informe En balance y el portal En balance en línea, construido en torno a una base de datos con motor de búsqueda que contiene los datos integrados de los tres RETC de América del Norte.
Las herramientas interactivas de En balance en línea permiten al usuario explorar información acerca de la contaminación producida por instalaciones industriales en toda la región, así como crear gráficas de resumen, hacer consultas personalizadas y descargar los resultados de los análisis en una variedad de formatos, incluidos archivos KML que pueden visualizarse con Google Earth.

### Atlas ambiental de América del Norte
Fruto de la cooperación de tres dependencias nacionales asociadas en el proyecto, el Atlas ambiental de América del Norte combina datos armonizados de Canadá, Estados Unidos y México para ofrecer una perspectiva subcontinental y regional de algunos aspectos ambientales que trascienden fronteras. El alcance de esta singular herramienta cartográfica va en aumento a medida que se integran más capas temáticas gracias al trabajo de la CCA y sus aliados. Científicos y cartógrafos del ministerio de Recursos Naturales de Canadá (Natural Resources Canada), el Servicio Geológico de Estados Unidos (US Geological Survey, USGS) y el Instituto Nacional de Estadística y Geografía (Inegi) de México, así como de otros organismos en cada uno de los tres países, han aportado la información que contiene el Atlas. El conjunto de mapas digitales, datos y archivos cartográficos descargables que conforman el Atlas ambiental de América del Norte está disponible en línea, sin ningún costo.

## Peticiones públicas sobre aplicación de la legislación ambiental
Los artículos 14 y 15 del Acuerdo de Cooperación Ambiental de América del Norte (ACAAN) ofrecen un mecanismo para que cualquier persona u organización sin vinculación gubernamental que resida o esté establecida en Canadá, Estados Unidos o México pueda presentar una petición en la que se asevere que una Parte del ACAAN está incurriendo en omisiones en la aplicación efectiva de su legislación ambiental. Este proceso, descrito a detalle en las Directrices para la presentación de peticiones relativas a la aplicación efectiva de la legislación ambiental conforme a los artículos 14 y 15 del ACAAN, puede conducir a la elaboración y publicación de un informe detallado, denominado “expediente de hechos”, preparado y escrito por expertos independientes. Numerosas peticiones recibidas por el Secretariado de la CCA han derivado en una mayor protección del medio ambiente, en la modificación de leyes y políticas, así como en un incremento en presupuestos asignados a la aplicación de la legislación.
Éste es un listado de los expedientes de hechos publicados desde 1996:
| Expediente de hechos                     | Año  |
| ---------------------------------------- | ---- |
| Humedales en Manzanillo                  | 2016 |
| Cañón del Sumidero II                    | 2015 |
| Centrales carboeléctricas                | 2014 |
| Ex Hacienda El Hospital II y III         | 2014 |
| Contaminación ambiental en Hermosillo II | 2014 |
| Lago de Chapala II                       | 2013 |
| Automóviles de Quebec                    | 2012 |
| Technoparc de Montreal                   | 2008 |
| ALCA-Iztapalapa II                       | 2008 |
| Explotación forestal en Ontario I y II   | 2007 |
| Pulpa y Papel                            | 2006 |
| Tarahumara                               | 2006 |
| Molymex II                               | 2004 |
| Río Magdalena                            | 2003 |
| Minería en BC                            | 2003 |
| Río Oldman II                            | 2003 |
| Tala en BC                               | 2003 |
| Aquanova                                 | 2003 |
| Aves migratorias                         | 2003 |
| Metales y Derivados                      | 2002 |
| BC Hydro                                 | 2000 |
| Cozumel                                  | 1998 |

## Informes independientes del Secretariado
En virtud del artículo 13 del ACAAN, el Secretariado de la CCA tiene la facultad de elaborar informes independientes sobre cualquier asunto dentro del ámbito del programa anual, y presentarlos ante las tres Partes y el público en general. Estos informes pueden abordar temas que no hayan sido tratados por los planes operativos bienales e, incluso, arrojar luz en torno a posibles labores futuras de la CCA. Desde 1994, el Secretariado de la CCA ha publicado los siguientes informes:
| Informes independientes | Año  |
| --- | ---- |
| ¿Comercio peligroso? Estudio sobre las exportaciones de baterías de plomo-ácido usadas generadas en Estados Unidos y el reciclaje de plomo secundario en Canadá, Estados Unidos y México Archivado el 8 de diciembre de 2017 en Wayback Machine. | 2013 |
| Un solo destino, la sustentabilidad: Reducción de las emisiones de gases de efecto invernadero generadas por el transporte de carga en América del Norte Archivado el 8 de enero de 2017 en Wayback Machine.                                     | 2011 |
| Edificación sustentable en América del Norte Archivado el 17 de julio de 2017 en Wayback Machine. | 2008 |
| Maíz y biodiversidad: Los efectos del maíz transgénico en México: conclusiones y recomendaciones Archivado el 8 de diciembre de 2017 en Wayback Machine.                                                                                         | 2004 |
| Retos y oportunidades ambientales en el dinámico mercado de electricidad de América del Norte Archivado el 8 de diciembre de 2017 en Wayback Machine.                                                                                            | 2002 |
| Curso de vida: Agenda para la conservación del hábitat transfronterizo de aves migratorias de los altos del río San Pedro Archivado el 8 de diciembre de 2017 en Wayback Machine.                                                                | 1999 |
| Rutas continentales de los contaminantes: Hacia una agenda para la cooperación en materia de transporte a grandes distancias de la contaminación atmosférica en América del Norte Archivado el 8 de enero de 2017 en Wayback Machine.            | 1997 |
| [Muerte de las aves migratorias en la Presa de Silva] | 1995 |

- Datos: Q2986468